# Vale Verde

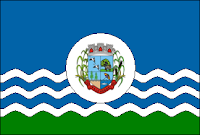

Vale Verde est une ville brésilienne de la mésorégion métropolitaine de Porto Alegre, capitale de l'État du Rio Grande do Sul, faisant partie de la microrégion de São Jerônimo et située à 124 km nord-ouest de Porto Alegre.

## Géographie
Vale Verde se situe à une latitude de 29° 46′ 57″ sud et à une longitude de 52° 11′ 06″ ouest, à 305 m d'altitude[réf. nécessaire]. Sa population était estimée à 3 227 en 2007, pour une superficie de 823 km2. L'accès s'y fait par les RS-244 et RS-405.

## Histoire
Les premiers colonisateurs de la zone furent des Allemands. Ils nommèrent le lieu Rheingau, en souvenir de la vallée du Rhin.

## Économie
L'économie de Vale Verde est agricole et pastorale : tabac, riz, maïs, soja, bergamotes, kakis, figues, oranges, citrons, poires, pêches, raisins et noix ; miel ; élevages de bovins à viande et à lait, de bubalins, d'ovins, de porcs et de chevaux ; pisciculture (carpes, entre autres) ; pêche artisanale : poissons siluriformes et dourado.

## Villes voisines
- Venâncio Aires
- General Câmara
- Minas do Leão
- Rio Pardo
- Passo do Sobrado